# Tur-Eisfall
Der Tur-Eisfall ist ein kurzer Gletscherbruch an der Borchgrevink-Küste des ostantarktischen Viktorialands. Auf der Hallett-Halbinsel liegt er südöstlich des Seabee Hook. 
Teilnehmer einer von 1957 bis 1958 dauernden Kampagne im Rahmen der New Zealand Geological Survey Antarctic Expedition benannten ihn nach dem Mediziner Juan José Tur (1931–2017) aus Puerto Rico, der im antarktischen Winter 1957 auf der benachbarten Hallett-Station tätig war.